# Polimestore
Nella mitologia greca  Polimestore, detto anche Poli(m)nestore (dal greco Πολυμήστωρ, latinizzato in Polymnestor), era il nome di uno dei re del Chersoneso di Tracia.

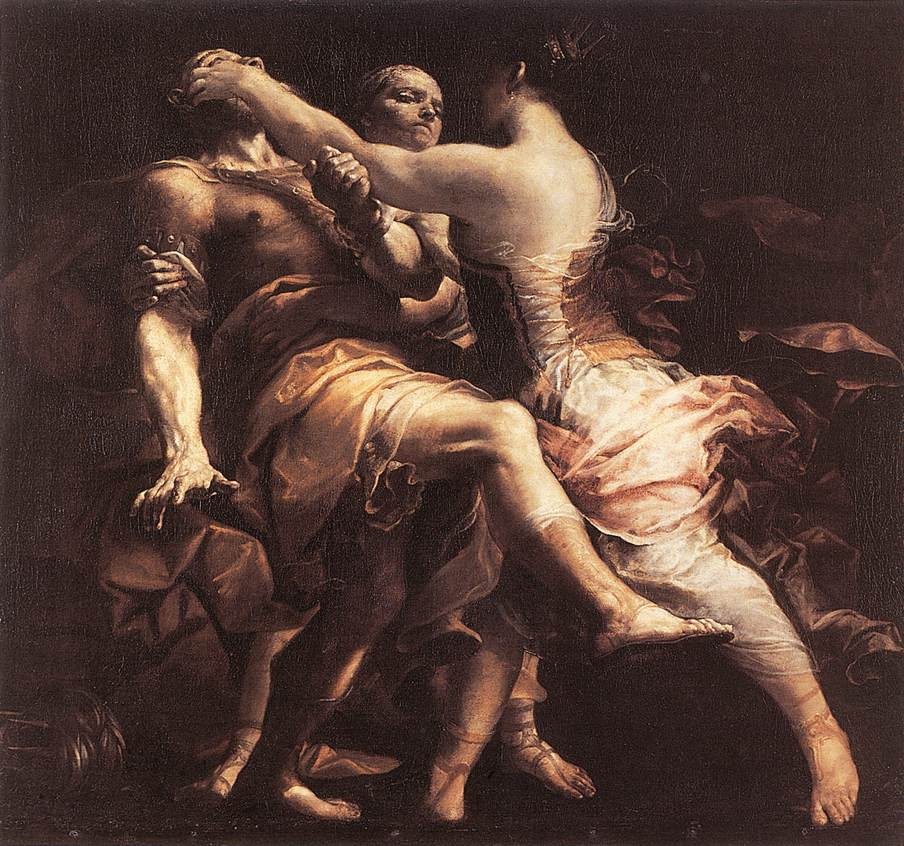
Ecuba acceca Polimestore. Dipinto di Giuseppe Maria Crespi, Museo reale delle belle arti del Belgio.

## Il mito
Polimestore si imparentò con Priamo, il re di Troia, sposando Iliona, una sua parente (figlia o cognata a seconda delle fonti). Il re troiano affidò a Polimestore uno dei suoi figli, Polidoro, affinché lo proteggesse durante la guerra di Troia. Agamennone, prima che la guerra iniziasse, cercò di corromperlo e di farlo schierare dalla propria parte, offrendogli oro e sua figlia, la bella Elettra, per moglie. Secondo la versione più comune, il re riuscì a fare uccidere Polidoro. In altri autori uccise per sbaglio il suo amato figlio, Deipilo, al posto del principe troiano: quando poi questi comprese la realtà delle cose prima rese cieco il traditore e poi lo uccise.
Altri miti raccontano però che sia stata Iliona stessa ad uccidere Polimestore, da sola o insieme a Ecuba.

## Fonti
- Igino, Fabulae 109,240
- Anna Ferrari, Dizionario di mitologia, Litopres, UTET, 2006, ISBN 88-02-07481-X.